# Parlamentswahl in Burkina Faso 2020
Die Parlamentswahl in Burkina Faso 2020 fand parallel zur Präsidentschaftswahl in Burkina Faso am 22. November 2020 statt.

## Wahlmodus
Das Parlament Burkina Fasos (Nationalversammlung, frz. Assemblée Nationale) ist ein Einkammerparlament mit 127 Abgeordneten, die für eine Amtszeit von fünf Jahren gewählt werden. 111 Abgeordnete werden in 45 Mehrpersonen-Wahlkreisen, die vom Zuschnitt mit den Provinzen Burkina Fasos identisch sind, gewählt (zwischen zwei und neun zu wählende Abgeordnete pro Wahlkreis) und 16 weitere werden über eine landesweite Liste nach Verhältniswahlrecht gewählt.

## Ergebnis
| Partei                            | Partei                                                                           | Kürzel                            | Stimmen   | %      | +/-     | Sitze        | Sitze         | Sitze  | +/-  |
| Partei                            | Partei                                                                           | Kürzel                            | Stimmen   | %      | +/-     | Wahl- kreise | Landes- liste | Gesamt | +/-  |
| --------------------------------- | -------------------------------------------------------------------------------- | --------------------------------- | --------- | ------ | ------- | ------------ | ------------- | ------ | ---- |
|                                   | Mouvement du peuple pour le progrès                                              | MPP                               | 968.980   | 34,59  | ▼ 0,12  | 50           | 6             | 56     | ▲ 1  |
|                                   | Congrès pour la démocratie et le progrès                                         | CDP                               | 371.633   | 13,27  | ▲ 0,07  | 18           | 2             | 20     | ▲ 2  |
|                                   | Union pour le Progrès et le Changement                                           | UPC                               | 285.202   | 10,18  | ▼ 10,35 | 10           | 2             | 12     | ▼ 21 |
|                                   | Nouveau Temps pour la Démocratie                                                 | NTD                               | 155.995   | 5,57   | ▲ 3,34  | 12           | 1             | 13     | ▲ 10 |
|                                   | Alliance pour la démocratie et la fédération/Rassemblement démocratique africain | ADF-RDA                           | 69.179    | 2,47   | ▼ 0,59  | 2            | 1             | 3      | ▬    |
|                                   | Union pour la Renaissance/Parti Sankariste                                       | UNIR-PS                           | 68.727    | 2,45   | ▲ 1,31  | 4            | 1             | 5      | ▬    |
|                                   | Rassemblement patriotique pour l'intégrité                                       | RPI                               | 67.304    | 2,40   | (neu)   | 2            | 1             | 3      | ▲ 3  |
|                                   | Parti pour le développement et le changement                                     | PDC                               | 56.407    | 2,01   | ▲ 0,63  | 2            | 1             | 3      | ▲ 3  |
|                                   | Mouvement pour le Burkina du futur                                               | MBF                               | 55.136    | 1,97   | (neu)   | 3            | 1             | 4      | ▲ 4  |
|                                   | Nouvelle alliance du Faso                                                        | NAFA                              | 48.499    | 1,73   | ▼ 2,41  | 0            | 0             | 0      | ▼ 2  |
|                                   | Convention nationale pour le progrès                                             | CNP                               | 37.042    | 1,32   | (neu)   | 2            | 0             | 2      | ▲ 2  |
|                                   | Agir Ensemble                                                                    | AE                                | 36.163    | 1,29   | (neu)   | 2            | 0             | 2      | ▲ 2  |
|                                   | Alliance panafricaine pour la refondation                                        | APR                               | 29.577    | 1,06   | (neu)   | 1            | 0             | 1      | ▲ 1  |
|                                   | Progressistes unis pour le renouveau                                             | PUR                               | 28.894    | 1,03   | (neu)   | 1            | 0             | 1      | ▲ 1  |
|                                   | Union pour la république et la démocratie                                        | URD                               | 28.864    | 1,03   | (neu)   | 0            | 0             | 0      | ▬    |
|                                   | Parti pour la démocratie et le socialisme/Parti des bâtisseurs                   | PDS/Metba                         | 27.757    | 0,99   | ▼ 0,86  | 1            | 0             | 1      | ▬    |
|                                   | Mouvement sens                                                                   | SENS                              | 26.849    | 0,96   | (neu)   | 0            | 0             | 0      | ▬    |
|                                   | Organisation pour la démocratie et le travail                                    | ODT                               | 24.869    | 0,89   | ▼ 0,01  | 0            | 0             | 0      | ▼ 1  |
|                                   | Mouvement pour la changement et la renaissance                                   | MCR                               | 22.809    | 0,81   | (neu)   | 0            | 0             | 0      | ▬    |
|                                   | Alliance des forces pour l'alternance                                            | AFA                               | 21.443    | 0,76   | (neu)   | 0            | 0             | 0      | ▬    |
|                                   | Convergence pour le progrès et la solidarité – Génération 3                      | CPS-G3                            | 20.639    | 0,74   | (neu)   | 1            | 0             | 1      | ▲ 1  |
|                                   | Le renouveau                                                                     | LR                                | 13.393    | 0,48   | (neu)   | 0            | 0             | 0      | ▬    |
|                                   | Front africain pour le changement                                                | FAC                               | 11.905    | 0,42   | (neu)   | 0            | 0             | 0      | ▬    |
|                                   | Rassemblement des patriotes pour le renouveau                                    | RPR                               | 11.833    | 0,42   | ▲ 0,34  | 0            | 0             | 0      | ▬    |
|                                   | Mouvement soleil d'avenir                                                        | MSA                               | 11.224    | 0,40   | (neu)   | 0            | 0             | 0      | ▬    |
|                                   | Parti démocratique pour l'intégration et la solidarité                           | PDIS                              | 10.714    | 0,38   | (neu)   | 0            | 0             | 0      | ▬    |
|                                   | Indépendants associés (Vereinigung unabhängiger Kandidaten)                      | IA                                | 10.173    | 0,36   | (neu)   | 0            | 0             | 0      | ▬    |
|                                   | Parti de la renaissance nationale                                                | PRN                               | 9.395     | 0,33   | (neu)   | 0            | 0             | 0      | ▼ 2  |
|                                   | Alliance travailliste pour le développement                                      | ATD                               | 9.308     | 0,33   | (neu)   | 0            | 0             | 0      | ▬    |
|                                   | Alliance des démocrates du Burkina                                               | ADB                               | 8.282     | 0,30   | (neu)   | 0            | 0             | 0      | ▬    |
|                                   | Burkina Yirwa                                                                    | BY                                | 7.833     | 0,28   | ▼ 0,22  | 0            | 0             | 0      | ▬    |
|                                   | Mouvement des jeunes patriotes pour le progrès                                   | MJPP                              | 7.141     | 0,25   | (neu)   | 0            | 0             | 0      | ▬    |
|                                   | Congrès pour la renaissance et le progrès                                        | CRP                               | 6.873     | 0,24   | (neu)   | 0            | 0             | 0      | ▬    |
|                                   | Union pour la république                                                         | UPR                               | 6.385     | 0,23   | ▼ 0,03  | 0            | 0             | 0      | ▬    |
|                                   | Le Faso autrement                                                                | FA                                | 6.370     | 0,23   | (neu)   | 0            | 0             | 0      | ▼ 1  |
|                                   | Andere Parteien                                                                  | –                                 | 218.475   | 7,80   | –       | 0            | 0             | 0      | –    |
|                                   |                                                                                  |                                   |           |        |         |              |               |        |      |
| Gültige Stimmen                   | Gültige Stimmen                                                                  | Gültige Stimmen                   | 2.801.272 | 95,68  |         |              |               |        |      |
| Leere und ungültige Stimmzettel   | Leere und ungültige Stimmzettel                                                  | Leere und ungültige Stimmzettel   | 126.487   | 4,32   |         |              |               |        |      |
| Gesamt                            | Gesamt                                                                           | Gesamt                            | 2.927.759 | 100,00 | –       | 111          | 16            | 127    | ▬    |
| Registrierte Wähler / Beteiligung | Registrierte Wähler / Beteiligung                                                | Registrierte Wähler / Beteiligung | 5.895.773 | 49,66  |         |              |               |        |      |

1. ↑  90 Parteien mit zusammen weniger als 0,23 % der Stimmen